# Gamla fortet

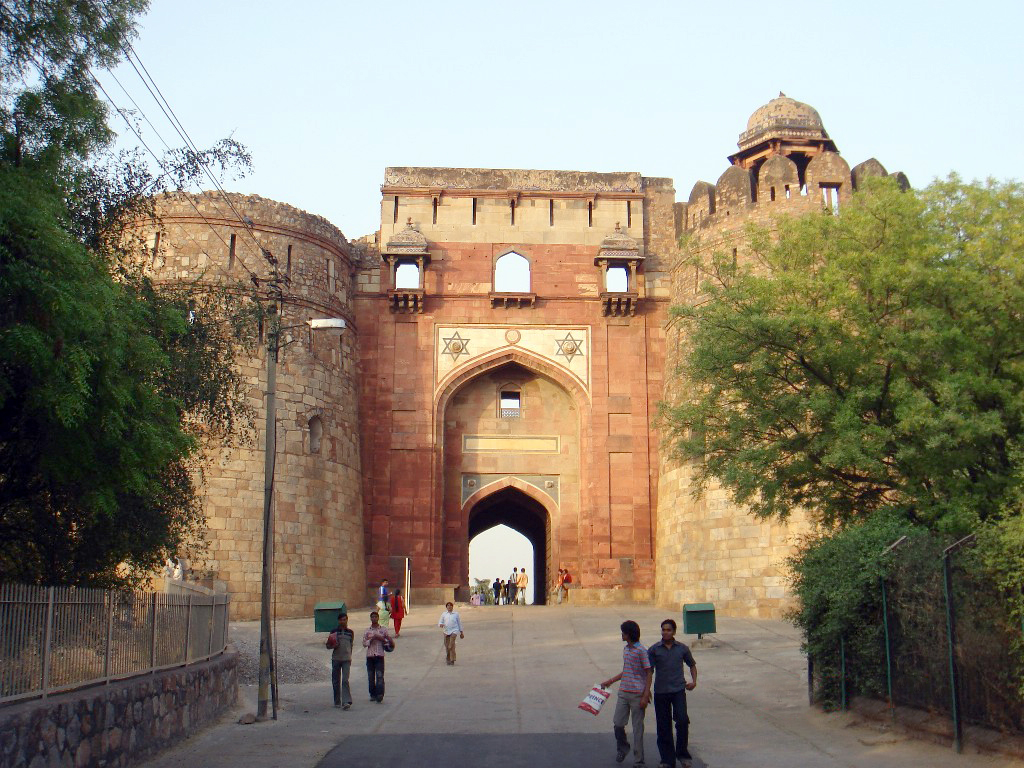
En av ingångarna till fortet.

Gamla fortet eller Purana Qila (hindi: पुराना क़िला; urdu: پُرانا قلعہ; engelska: Old Fort) i Delhi är en av de viktigaste ruinerna i den indiska huvudstaden. Det antas att fortet står på samma plats som Indraprashta, den första staden innanför ringmur vilken bar namnet Delhi.
Stormogulerna Humajun och Sher Shah uppförde troligen Gamla fortet på ruinerna av den tidigare stad som förstörts av Khubilai Khan och andra främmande erövrare. Till de mest berömda byggnaderna hör Qila-i-Kuhna-moskén, uppförd av Sher Shah 1541.